# Mercedes-AMG F1 W11 EQ Performance
Mercedes-AMG F1 W11 EQ Performance er en Formel 1 racerbil designet og konstrueret af Mercedes-AMG Petronas F1-teamet under ledelse af James Allison, John Owen, Mike Elliott, Loïc Serra, Ashley Way, Emiliano Giangiulio, Jarrod Murphy og Eric Blandin til at konkurrere i Formel 1 2020 verdensmesterskaberne.
Bilen blev kørt af Lewis Hamilton og Valtteri Bottas, som blev hos holdet i henholdsvis en ottende og en fjerde sæson. 2020 Williams Racing-kører og Mercedes-protegé George Russell kørte også for holdet på Bahrains Grand Prix 2020 efter at Hamilton blev tvunget til at gå glip af den begivenhed efter at være testet positiv for SARS-2-coronavirus.
Bilen var planlagt til at få sin konkurrenceprægede debut ved Australiens Grand Prix 2020, men dette blev forsinket, da løbet blev aflyst, og mindst syv kommende begivenheder på kalenderen blev udskudt som reaktion på COVID-19-pandemien. F1 W11 fik sin konkurrenceprægede debut ved Østrigs Grand Prix 2020. Forsinkelsen til starten af sæsonen gjorde det muligt for holdet at tage fat på de bekymringer, de havde om bilens pålidelighed.
W11 opnåede tretten sejre (elleve for Hamilton og to for Bottas), femten pole positioner (ti for Hamilton og fem for Bottas), ni hurtigste omgange (seks for Hamilton, to for Bottas og en for Russell), tolv lockouts på forreste række. og fem 1-2 afslutninger på tværs af 17 løb. Med den sikrede Mercedes sig et syvende i træk Formel 1-konstruktørernes mesterskab, hvilket slog en rekord for på hinanden følgende mesterskaber, der tidligere blev holdt af Ferrari. På grund af bilens talrige banerekorder (den direkte hurtigste omgang nogensinde) på forskellige Formel 1-kredsløb, anses W11 for at være en af de største racerbiler nogensinde.